# Steven Elm
Steven Elm, född den 12 augusti 1975 i Red Deer, Kanada, är en kanadensisk skridskoåkare.
Han tog OS-silver i herrarnas lagtempo i samband med de olympiska skridskotävlingarna 2006 i Turin.